# 中つ国関連の記事のカテゴリー別一覧
中つ国関連の記事のカテゴリー別一覧（なかつくにかんれんのきじのカテゴリーべついちらん）は、J・R・R・トールキンの中つ国の伝説体系に関連した記事の一覧である。

## 種族、人種等
- アイヌア Ainur
  - ヴァラール Valar
  - マイアール Maiar
    - イスタリ Istari
    - バルログ Balrogs
- エルフ Elves （クウェンディ Quendi, イルーヴァタールの長子 the Elder Children of Ilúvatar）
  - カラクウェンディ Calaquendi …「光のエルフ」
    - ヴァンヤール Vanyar …「金髪」the Fair
    - ノルドール Noldor …「知者」the Wise
    - テレリ Teleri …「最後に来る者」the Last-comers

  - モリクウェンディ Moriquendi　「暗闇のエルフ」Elves of the Darkness
    - シンダール Sindar …「灰色エルフ」Grey Elves
    - ナンドール Nandor 「引き返したる者たち」Those who turn back
    - ライクウェンディ Laiquendi …「緑のエルフ」Green Elves
    - シルヴァン・エルフ Silvan Elves 「森のエルフ」Woodland Elves
    - アヴァリ Avari …「応ぜざる者たち、辞退者たち」The Unwilling, the Refusers
- 人間 Men （アタニ Atani,  イルーヴァタールの乙子（おとご） the Younger Children of Ilúvatar, 「後に続く者」The Followers）
  - アタナターリ Atanatári …「人間の父祖たち」 Fathers of Men
    - エダイン Edain
      - ベオル家 House of Bëor …「人間の最古の家系」The Eldest House of Men
      - ハラディン Haladin …ベレリアンドに2番目に入った人間たち「ハレスの族」the People of Haleth
        - ドルーエダイン Drúedain （ドルーアダンの森の野人）

      - ハドル家 House of Hador …「エダインの第3の家系」the Third House of the Edain
      - ヌーメノール人 Númenóreans
        - ドゥーネダイン Dúnedain …「西方のエダイン」　The Edain of the West
        - 黒きヌーメノール人 Black Númenóreans …サウロンの僕

    - 中の人 Middle Men
      - 北国人 Northmen （ベオル家やハラディンの遠い類縁）
        - 谷間の国の人間 Men of Dale
        - エスガロスの人間 Men of Esgaroth
        - ロヒアリム Rohirrim （エオセオドの子孫）
        - ビヨルン一党 Beornings
        - 闇の森の Woodsmen

      - 褐色人 Dunlendings
      - ブリー村の人間 Men of Bree

  - 東夷 Easterlings
    - 馬車族 Wainriders
    - バルホス Balchoth
    - ハンドのヴァリアグ Variags

  - 南方人 Southrons
    - 遠および近ハラドのハラドリム Haradrim
    - ウンバールの海賊 Corsairs of Umbar

  - フォロドワイス Forodwaith
    - ロッソス Lossoth, フォロヘルの雪人 the Snowmen of Forochel としても知られている。
- 半エルフ Half-elven
- ドワーフ Dwarves （ナウグリム Naugrim）
- ホビット Hobbits
  - ハーフット族 Harfoots
  - ストゥア族 Stoors
  - ファロハイド族 Fallohides
- エント Ents
  - フオルン Huorns
- 巨人 Giants
  - 岩の巨人 Stone-giants
- 大鷲 Eagles
- 竜 Dragons
  - 火炎竜 Uruloki
  - 冷血竜 Cold-Drakes
  - 長虫 Long-worms
- ムマキル Mûmakil
- オーク Orcs …『ホビットの冒険』では「ゴブリン」goblinsと「翻訳」されている。
  - ウルク＝ハイ Uruk-hai
- トロル Trolls 数種類が存在
  - オログ＝ハイ Olog-hai
- 魔狼 Wargs
- 巨狼狼人 Werewolves
- 魔狼 Wargs
- 吸血蝙蝠 Bats
- おぞましい獣 Fellbeasts

## 登場人物（動物、妖怪を含む）
ここに示すのは、中つ国に住むトールキンの作品に現れる人物の短く不完全な一覧である。人物はいくつかのグループに分けてある。複数回出てくる登場人物もあることに注意すること。完全な一覧は中つ国の人物一覧に記載。

### 第一紀
フィンウェ王家
- フィンウェ Finwë
- ミーリエル Míriel
  - フェアノール Fëanor
- インディス Indis
  - フィンディス Findis
  - フィンゴルフィン Fingolfin
  - イリメ Irimë
  - フィナルフィン Finarfin

フェアノールの息子たち
- マイズロス Maedhros
- マグロール Maglor
- ケレゴルム Celegorm
- カランシア Caranthir
- クルフィン Curufin
  - ケレブリンボール Celebrimbor
- アムロド Amrod
- アムラス Amras

フィンゴルフィン王家
- フィンゴン Fingon
- トゥアゴン Turgon
  - イドリル・ケレブリンダル Idril Celebrindal
- アレゼル Aredhel
  - マイグリン Maeglin
  - アルゴン Argon

フィナルフィン王家
- フィンロド・フェラグンド Finrod Felagund
- アングロド Angrod
  - オロドレス Orodreth
    - ロドノール・ギル＝ガラド Rodnor Gil-galad
    - フィンドゥイラス Finduilas
- アイグノール Aegnor
- ガラドリエル Galadriel
  - ケレブリーアン Celebrían
    - アルウェン Arwen

エルウェとオルウェの王家
- エルウェ Elwë （エル・シンゴルElu Thingol）
- メリアン Melian （シンゴルの妻）
  - ルーシエン・ティヌーヴィエル Lúthien Tinúviel
- オルウェ Olwë
  - エアルウェン Eärwen

ベオル家
- 始祖ベオル Bëor the Old
- ブレゴール Bregor
  - バラヒア Barahir
    - ベレン・エアハミオン Beren Erchamion

  - ブレゴラス Bregolas
    - ベレグンド Belegund
      - リーアン Rían

    - バラグンド Baragund
      - モルウェン Morwen

マラハ家
- マラハ Marach
- ハドル・ローリンドル Hador Lórindol
  - グンドール Gundor
  - ガルドール Galdor
    - フーリン Húrin
      - トゥーリン・トゥランバール Túrin Turambar
      - ニエノール、ニーニエル Nienor Níniel

    - フオル Huor
      - トゥオル Tuor

  - グローレゼル Glóredhel

ルーシエンとベレンの子孫
- ディオル Dior シンゴルの世継
  - エルレード Eluréd
  - エルリーン Elurín
  - エルウィング Elwing
    - エルロンド Elrond
    - エルロス Elros

イドリルとトゥオルの子孫
- 航海者エアレンディル Eärendil the Mariner
  - エルロンド Elrond
    - エルラダン Elladan
    - エルロヒア Elrohir
    - アルウェン・ウンドーミエル Arwen Undómiel

  - エルロス Elros
    - ヌーメノールの王たち

ブレシルのハラディン
- ハルダド Haldad
- ハレス Haleth
- ハルダール Haldar
- ハルダン Haldan
  - ハルミア Halmir
    - ハルディア Haldir
      - ハンディア Handir
        - 跛者ブランディア Brandir the Lame

    - ハレス Hareth
      - フーリン Húrin
      - フオル Huor

    - フンダール Hundar

その他
- キーアダン Círdan, ファラスの領主
- 強弓のベレグ Beleg
- ゴンドリンのグロールフィンデル Glorfindel of Gondolin
- 泉のエクセリオン Ecthelion of the Fountain
- エオル Eöl 暗闇エルフ the Dark Elf
  - マイグリン Maeglin エオルとアレゼルの息子
- 不死のドゥリン Durin the Deathless, 長鬚族の父祖 father of the Longbeards
- ゴスモグ Gothmog バルログの首領
- サウロン Sauron ゴルサウア Gorthaur

ヴァラールの一覧についてはその項を参照のこと。

### 第二紀
ヌーメノールの王たち
サウロン Sauron, アンナタール Annatar
指輪の幽鬼 Ringwraiths つまりナズグール Nazgûl
- アングマールの魔王 Witch-king of Angmar
- ハムール Khamûl, 黒の東夷 the Black Easterling

### 第三紀
トーリンとその仲間
- トーリン2世オーケンシールド Thorin II Oakenshield
- バーリン Balin
- ドワーリン Dwalin
- フィーリ Fíli
- キーリ Kíli
- ドーリ Dori
- ノーリ Nori
- オーリ Ori
- オイン Óin
- グローイン Glóin
- ビフール Bifur
- ボフール Bofur
- ボンブール Bombur
- ビルボ・バギンズ Bilbo Baggins

指輪の仲間
- フロド・バギンズ Frodo Baggins
- サムワイズ・ギャムジー Samwise Gamgee （サム　Sam）
- メリアドク・ブランディバック Meriadoc Brandybuck （メリー　Merry）
- ペレグリン・トゥック Peregrin Took （ピピン　Pippin）
- アラゴルン Aragorn （馳夫　Strider）
- ボロミア Boromir
- 灰色のガンダルフ Gandalf the Grey
- レゴラス Legolas
- ギムリ Gimli （グローインの息子）

ゴンドールの王たち: ゴンドールの王たちを参照。
アルノールの王たち: アルノールの王たちを参照。
アルセダインの王たち: アルノールの王たち#アルセダイン王を参照。
アルノールの野伏の首領: ドゥーネダイン#ドゥーネダインの族長を参照。
ゴンドールの執政 Stewards of Gondor
ローハンの王たち Kings of Rohan
魔法使い Wizards つまりイスタリ Istari
- 白のサルマン Saruman the White
- 灰色のガンダルフ Gandalf the Grey
- 茶色のラダガスト Radagast the Brown
- イスリン・ルイン Ithryn Luin （青の魔法使い）

ドワーフつまりドゥリンの民:ドゥリンの民 Durin's folk を参照。
その他の登場人物
- エルフ Elves
  - ミスロンドのキーアダン Círdan of Mithlond
  - ケレブリーアン Celebrían, エルロンドの妻
  - エルラダン Elladan
  - エルロヒア Elrohir
  - スランドゥイル Thranduil, 北闇の森の王
- 人間　Men
  - ベオルン Beorn
  - ヴィドゥガヴィア Vidugavia
  - ヴィドゥマヴィ Vidumavi
  - イムラヒル Imrahil,ドル・アムロスの大公
- ホビット Hobbits
  - バンドブラス Bandobras 牛うなりのトゥック Bullroarer Took
  - デアゴル Déagol
  - スメアゴル Sméagol, つまりゴクリ Gollum
- 木の鬚 Treebeard
- トム・ボンバディル Tom Bombadil
- シェロブ Shelob
- サウロン Sauron （しばしばサウロンの目　Eye of Sauronと認識される）
- サウロンの口 The Mouth of Sauron

## 宇宙論
- 時なき館 Timeless Halls
- エア Eä
  - 虚空 The Void
  - アルダ Arda
    - 太陽 The Sun
    - 月 The Moon
    - エアレンディル Eärendil
    - 二つの木 The Two Trees
    - 二つの灯火 The Two Lamps

## 時代区分
アルダの歴史
1. 灯火の時代
2. 二本の木の時代
3. 太陽の時代
  1. 第一紀
  2. 第二紀
  3. 第三紀
  4. 第四紀

## 地名
物語の舞台は主にベレリアンド Beleriand、エリアドール Eriador およびロヴァニオン Rhovanion であるが、中つ国にはそれ以外にも多くの場所がある。
中つ国以外の場所については、アマン Aman、ヌーメノール Númenor を参照。

### 国と地域
第一紀のみ
- アルド＝ガレン Ard-galen 後にアンファウグリス Anfauglith
- オッシリアンド Ossiriand
- ドルソニオン Dorthonion 後にタウア＝ヌ＝フイン Taur-nu-Fuin
- ドル・ダイデロス Dor Daedeloth
- ヒスルム Hithlum
- フォロドワイス Forodwaith
- ベレリアンド Beleriand
  - ドリアス Doriath
  - ナン・エルモス Nan Elmoth
  - 東ベレリアンド East Beleriand
  - ファラス Falas

第一紀の後にも存在
- アルノール Arnor
  - アルセダイン Arthedain
  - カルドラン Cardolan
  - リュダウア Rhudaur
- エネドワイス Enedwaith
- エリアドール Eriador
- エレギオン Eregion または柊郷 Hollin
- 褐色人の国 Dunland
- ゴンドール Gondor
- ドルーアダンの森 Drúadan Forest
- ドルウィニオン Dorwinion
- ハラド Harad
- ハンド Khand
- ファンゴルンの森 Fangorn Forest
- 古森 The Old Forest
- ホビット庄 The Shire
- ミンヒリアス Minhiriath
- モルドール Mordor
  - ゴルゴロス Gorgoroth
  - ヌーアン Núrn
- 闇の森 Mirkwood かつては緑森大森林 Greenwood the Great
- リューン Rhûn
- リンドン Lindon
- ロヴァニオン Rhovanion または荒れ地 Wilderland
- ロスローリエン Lothlórien または単にローリエン Lórien
- ローハン Rohan 古くはカレナルゾン Calenardhon
- ローハン谷 Gap of Rohan

ゴンドールの地域やアルダの国々も参照のこと。

### 地形
トールキンは中つ国を注意深く作り上げたので、川、山、海等の地形が豊富である。 

#### 水域
第一紀のみ
- バラール湾 Bay of Balar
- ヘルカラクセ Helcaraxë, 軋む氷 the Grinding Ice
- 内陸 ヘルカールの湖 Sea of Helcar

第一紀の後にも存在 
- ベルファラス湾 Bay of Belfalas
- ベレガイア Belegaer または大海 the Great Sea
- フォロヘル氷湾 Ice-bay of Forochel
- リューン湾 Gulf of Lhûn （第一紀の後だけ存在）
- The Great Gulf
- 内陸 イヴンディム湖 Lake Evendim
- エスガロスのたての湖 Long Lake of Esgaroth
- 内陸 ヌーアネンの湖 Sea of Núrnen
- 内陸 リューンの湖 Sea of Rhûn

#### 山と丘
第一紀のみ
- エホリアス Echoriath または環状山脈 Encircling Mountains
- クリッサイグリム Crissaegrim　鷲のすみか。
- ドルメド山 Mount Dolmed
- エレド・エングリン Ered Engrin または 鉄山脈 Iron Mountains
- サンゴロドリム Thangorodrim

第一紀の後にも存在 
- アングマール山脈 Mountains of Angmar
- イヴンディム丘陵 Hills of Evendim つまりエミン・ウイアル Emyn Uial
- エテン高地 Ettenmoors
- エフェル・ドゥーアス Ephel Dúath
- エミン・ムイル Emyn Muil
- エレド・ゴルゴロス Ered Gorgoroth または 恐怖の山脈 Mountains of terror
- エレド・ミスリン Ered Mithrin または灰色山脈 Grey Mountains
- エレド・リスイ Ered Lithui または 灰の山脈 Ash Mountains
- エレド・ルイン Ered Luin または青の山脈 Blue Mountains、エレド・リンドン Ered Lindon とも呼ばれる。
- オロカルニ Orocarni
- 風見が丘 Weathertop またはアモン・スール Amon Sûl
- くろがね連山 Iron Hills
- グンダバード山 Mount Gundabad
- サルン・ゲビア Sarn Gebir
- 白が丘連丘 White Downs
- 塚山丘陵 Barrowdowns つまりティルン・ゴルサド Tyrn Gorthad
- 塔山丘陵 Tower Hills またはエミン・ベライド Emyn Beraid
- はなれ山 Lonely Mountain またはエレボール Erebor
- ヒサイグリア Hithaeglir 霧ふり山脈 the Misty Mountains
- 滅びの山 Mount Doom またはアモン・アマルス Amon Amarth
- ミンドルルイン山 Mount Mindolluin
- Coldfells
- Mount Gram

#### 河川
第一紀のみ
- エスガルドゥイン Esgalduin
- ゲリオン Gelion
- シリオン Sirion

オッシリアンド Ossiriand の七つの川も参照。
第一紀の後にも存在 
- アイゼン川 Isen またはアングレン Angren
- アドーン Adorn
- 大河アンドゥイン Anduin the Great River
- オノドロー Onodló またはエント川 Entwash
- カルネン Carnen または赤水川  Redwater
- グレイリン Greylin
- グワスロー Gwathló または灰色川 Greyflood
- ケルドゥイン Celduin または早瀬川 River Running
- バランドゥイン Baranduin またはブランディワイン川 Brandywine
- ブルイネン Bruinen または鳴神川 Loudwater
- 古森の枝垂川 Withywindl
- ミスエイセル Mitheithel またはにびしろ川Hoarwell
- メリング川 Mering Stream
- モルグルドゥイン Morgulduin
- 闇の森の「森の川」 Forest River of Mirkwood
- 雪白川 Snowbourn

完全な一覧については中つ国の河川を参照。

### 都市、城砦等
第一紀のみ 
- アングバンド Angband
- ゴンドリン Gondolin
- ナルゴスロンド Nargothrond
- メネグロス Menegroth

第一紀の後にも存在 
- アイゼンガルド Isengard つまり アングレンオスト（アングレノスト） Angrenost
- アンヌーミナス Annúminas
- ウンバール Umbar
- エスガロス Esgaroth 湖の町 the Lake-town
- エゼルロンド Edhellond
- エドラス Edoras
- オスギリアス Osgiliath
- カラス・カラゾン Caras Galadhon
- 裂け谷 Rivendellつまりイムラドリス Imladris
- サルバド Tharbad
- 谷間の国 Dale
- ドル・アムロス Dol Amroth
- フォルンオスト（フォルノスト） Fornost
- ブリー村 Bree
- ヘルム峡谷 Helm's Deep
- ミナス・モルグル Minas Morgul
- ミナス・ティリス Minas Tirith
- モリア Moria またはカザド＝ドゥーム Khazad-dûm
- ロンド・ダイア Lond Daerまたはロンド・ダイア・エネズ Lond Daer Enedh

ゴンドールの都市も参照。

## 主な言語
総括
- ヴァラール語 Valarin
- エルフ語 Elvish languages
  - シンダール語 Sindarin
  - クウェンヤ Quenya
- 人間の言葉
  - アドゥーナイク Adûnaic （ヌーメノールの言葉）
    - 西方語 Westron （共通語とも呼ばれる）
    - ウンバールの黒きヌーメノール人の言葉 Black Númenóreans

  - ローハン語 Rohirric （アングロサクソン語に翻訳されている。）
- クズドゥル Khuzdul （ドワーフの言葉）
- 暗黒語 Black Speech
- エント語 Entish　エルダール共通語 Common Eldarinの古い形を基本とした言葉
- テングワール Tengwar 文字script
- キアス Cirth ルーンrunes

## 事物
- 力の指輪 The Rings of Power
  - 一つの指輪 One Ring, 別名「支配する指輪」Ruling Ring
  - エルフの三つの指輪
  - ドワーフの七つの指輪
  - 人間の九つの指輪
- シルマリル The Silmarilli
- アーケン石 The Arkenstone
- パランティーア The Palantíri
- ゴンドールの赤い矢 The Red Arrow

### 武器
- アイグロス Aeglos
- アングラヘル Anglachel, グアサングGurthang
- アングリスト Angrist
- オルクリスト Orcrist
- グースヴィネ Guthwine
- グラムドリング Glamdring
- グロンド Grond
- 塚山出土の剣
- つらぬき丸 Sting
- ナルシル Narsil, アンドゥーリルAndúril
- ヘルグリム Herugrim
- リンギル Ringil